# Judy Carne
Judy Carne (eigentlich Joyce Audrey Botterill; * 27. April 1939 in Northampton; † 3. September 2015 ebenda) war eine britische Schauspielerin, die vor allem durch den Satz „Sock it to me!“ in der amerikanischen Fernsehsketchshow Rowan & Martin’s Laugh-In Bekanntheit erlangte.

## Leben
Judy Carne wurde in Kingsthorpe geboren, wo ihre Eltern Harold und Kathy einen Gemüsehandel betrieben. Sie erhielt eine Ausbildung an der Pitt-Draffen Academy of Dance, bevor sie an der renommierten Bush-Davis Theatrical School for Girls in East Grinstead, West Sussex, aufgenommen wurde. Ein Lehrer an der Schule nannte sie „Judy“, da „Joyce“ seiner Meinung nach kein guter Künstlername sei. Der zweite Teil von Judys Namen stammt von einer Figur namens „Sarat Carn“ aus dem Stück Bonaventure der englischen Dramatikerin Charlotte Hastings. 
Anfang der 1960er Jahre zog Judy Carne in die USA. Von 1963 bis 1965 war sie mit dem Schauspieler Burt Reynolds und vom 3. Mai 1970 bis 1971 mit dem Produzenten Robert Bergmann verheiratet. Beide Ehen waren kurz und kinderlos und endeten mit einer Scheidung. Nachdem Judy Carne und ihr zweiter Ehemann 1978 nach einer Anklage wegen Heroinbesitzes freigesprochen wurden, waren sie und ihr zweiter Ehemann bei der Rückfahrt in einen Autounfall verwickelt, bei dem sich Judy Carne das Genick brach, von dem sie sich aber wieder erholte. 
Judy Carne wurde mehrmals wegen Heroinbesitzes festgenommen. 1986 wurde Carne am Londoner Flughafen Heathrow festgenommen und wegen Drogenbesitzes verurteilt. Sie verbüßte zwei Monate einer dreimonatigen Haftstrafe im HM Prison Cookham Wood.
Carne unterstützte Barry Goldwater bei den Präsidentschaftswahlen in den Vereinigten Staaten von 1964.
In den 1980er Jahren zog Judy Carne zurück nach Northamptonshire, England, und lebte zurückgezogen im Dorf Pitsford.
Am 3. September 2015 starb Judy Carne in einem Krankenhaus in Northampton an einer Lungenentzündung.

## Wirken
In der Sketchreihe Rowan & Martins Laugh-In erlangte Judy Carne Berühmtheit. Ihre beliebteste Routine endete damit, dass sie „Sock it to me!“ sagte, woraufhin sie mit Wasser übergossen oder auf andere Weise angegriffen wurde. Carne war in den ersten beiden Spielzeiten (1968–1969) Stammgast. Nachdem sie entschieden hatte, dass die Show eine „big, bloody bore“ geworden war, trat sie in den verbleibenden Spielzeiten von 1969 bis 1970 gelegentlich als Gast auf.
In ihrer Autobiographie Laughing on the Outside, Crying on the Inside: The Bittersweet Saga of the Sock-It-To-Me Girl beschrieb Carne ihre Bisexualität, die Ehe mit Burt Reynolds (der erfolglos versuchte, die Veröffentlichung zu verhindern) sowie ihre Erfahrungen mit Drogen.

## Filmografie
- 1961: Erster britischer Fernsehauftritt in der Kriminalfilmserie Geheimauftrag für John Drake
- 1961: Folgen von The Rag Trade (Sitcom der BBC)
- 1962: Das letzte Wort hat sie (als exotische Tänzerin)
- 1963: Erste reguläre Rolle in der Sitcom Fair Exchange, in der Carne einen englischen Teenager spielt, der in die USA geht, um bei einem amerikanischen Paar zu leben, dessen Tochter (gespielt von Lynn Loring) nach England gezogen ist.
- 1963: Bonanza-Folge Hoss und die Nonnen (als Schwester Mary Kathleen)
- 1964: Nur für Offiziere
- 1964: The Baileys of Balboa
- 1965: Mehrere Auftritte in der US-amerikanischen Agenten-Action-Komödie Codename U.N.C.L.E.[9]
- 1965: Kleine Rolle in der neunten Folge der Fernsehserie Gidget, Gastauftritte als Jill in Folge 2 der ersten Staffel von Follow the Leader sowie als Floy in Folge 3 der zweiten Staffel Then Came The Mighty Hunter von 12 O’Clock High
- 1966: Love on a Rooftop (zusammen mit Pete Duel)
- 1966: Erschien in einer Folge von Bezaubernde Jeannie
- 1967: Zwei Folgen der US-amerikanischen Western Fernsehserie Big Valley
- 1968 – 1970: Sketchreihe Rowan & Martins Laugh-In
- 1970: Wiederaufnahme des Musicals The Boy Friend, das am 14. April 1970 am Broadway eröffnet wurde und 111 Vorstellungen hatte.[10]
- 1971: All the Right Noises (als Joy Lewin)
- 1971: Gastrolle in Folge 11 der ersten Staffel der Westernserie Alias Smith und Jones
- 1971: Dead Men Tell No Tales (als Midge Byrnes), Fernsehfilm
- 1971: Auftritt im einstündigen TV-Special Super Plastic Elastic Goggles als Teil der kurzlebigen NBC-Serie Children's Theatre
- 1974: QB VII (als Natalie), Fernsehfilm
- 1974: Only with Married Men (als Marge West), Fernsehfilm
- 1993: Rachel Amodeos Film What About Me (als Obdachlose neben Richard Hell und Johnny Thunders)
- 1993: Am 25. Jahrestag von Rowan & Martins Laugh-In trat Judy Carne in einer im Fernsehen übertragenen Laugh-In-Weihnachtsshow auf.